# Thép không gỉ hàng hải
Thép không gỉ hàng hải là thép được chế tạo phục vụ cho ngành hàng hải, nhằm chịu được môi trường nước biển. Theo tiêu chẩn AISI, nhãn hiệu 316 là thép có hàm lượng crôm khá lớn.
Các thiết bị đòi hỏi chống chịu môi trường khắc nghiệt như: van nước, phụ kiện máy bơm, các thiết bị đòi hỏi độ bền ăn mòn mà ít có điều kiện bảo dưỡng định kỳ thường được dùng loại thép này.